# Cmentarz mennonicki w Sadach
Cmentarz mennonicki w Sadach – nekropolia mennonitów położona we wsi Sady w gminie Czosnów w powiecie nowodworskim w województwie mazowieckim.
Cmentarz utworzono w osadzie założonej przez Olędrów pod koniec XVIII wieku. Do 1924 wieś nazywała się Markowszczyzna.
Nekropolia znajduje się w zachodniej części wsi, w pobliżu zakładu przetwórstwa mięsnego. Zajmuje powierzchnię ok. 800 m². Zachowało się na niej kilka nagrobków oraz kilkadziesiąt obramowań grobów. Na niektórych nagrobkach daty 1800, 1821, 1838, 1849, 1888 czy 1899.
W 2020 teren został częściowo uporządkowany przez grupę społeczników przy wsparciu gminy Czosnów. W ramach projektu „Razem dla ochrony różnorodności kulturowej Mazowsza” dofinansowanego ze środków Mazowieckiego Wojewódzkiego Konserwatora Zabytków i Parafii Ewangelicko-Augsburskiej Świętej Trójcy w Warszawie przygotowano film informacyjny o nekropolii.